# Aléxandros Terzián
Pour les articles homonymes, voir Terzian.
Aléxandros « Alex » Terzián (grec moderne : Αλέξανδρος Τερζιάν, né Alejandro Terzián le 24 juin 1968 à Buenos Aires, en Argentine) est un athlète grec, spécialiste des épreuves de sprint.

## Biographie
Né en Argentine, il remporte les titres de champion d'Argentine du 100 m en 1989 et 1990 et du 200 m en 1990. Naturalisé grec, il remporte son premier titre national, sur 100 m, en 1993, et reproduit cette performance en 1994.
Il décroche la médaille d'or du 100 m lors des Jeux méditerranéens de 1993 et établit à cette occasion la meilleure performance chronométrique de sa carrière sur la distance en 10 s 20. En 1994, Alex Terzian s'adjuge la médaille d'argent des Championnats d'Europe en salle de Paris-Bercy, s'inclinant face au Britannique Colin Jackson. Lors de cette même saison, il se classe septième du 100 m des Championnats d'Europe d'Helsinki.

### Palmarès
| Date | Compétition                    | Lieu     | Résultat | Épreuve   |
| ---- | ------------------------------ | -------- | -------- | --------- |
| 1993 | Jeux méditerranéens            | Narbonne | 1er      | 100 m     |
| 1993 | Jeux méditerranéens            | Narbonne | 2e       | 200 m     |
| 1993 | Jeux méditerranéens            | Narbonne | 2e       | 4 × 100 m |
| 1994 | Championnats d'Europe en salle | Paris    | 2e       | 60 m      |
| 1994 | Championnats d'Europe          | Helsinki | 7e       | 100 m     |

### Records
| Épreuve | Performance | Lieu     | Date         |
| ------- | ----------- | -------- | ------------ |
| 60 m    | 6 s 51      | Paris    | 11 mars 1994 |
| 100 m   | 10 s 20     | Narbonne | 17 juin 1993 |
| 200 m   | 20 s 61     | Athènes  | 31 mai 1997  |